# Юртов, Авксентий Филиппович
Юртов Авксентий Филиппович (1854—1916) — российский эрзянский просветитель, педагог, этнограф. Автор первого эрзянского букваря на основе кириллицы.

## Биография
Родился 8 (20) февраля 1854 года в деревне Калейкино (ныне Альметьевского района Республики Татарстан) в эрзянской крестьянской семье. С детства знал татарский язык, окончил Казанскую центральную крящено-татарскую школу.
Поступил в Казанскую инородческую учительскую семинарию, был учеником востоковеда Николая Ивановича Ильминского. Юртов занимался изучением эрзянского и мокшанского языков, сбором фольклора.
В 1872 году перевёл на эрзя-мордовский язык «Истории Ветхого Завета». В том же году окончил семинарию, работал учителем приготовительного класса, затем преподавателем в мордовском училище при семинарии.
С 1883 года работал учителем в народных училищах сёл Самарской и Уфимской губерний. Занимался переводами на мордовский язык. Ввёл преподавание в школах на эрзянском и мокшанском языках. В 1883 году издал в Казани «Образцы мордовской народной словесности».
В 1884 году под руководством Н. И. Ильминского издал «Букварь для мордвы-эрзи с присоединением молитв и русской азбуки». Книга была написана с учётом опыта составления букварей для народов Поволжья. Букварь был основан на элементах русской графики, но при этом автор ввёл оригинальные диакритические знаки. Помимо основного текста букваря, в книге содержались образцы мордовской народной словесности и молитвы на эрзянском языке. Позднее Юртов занимался унификацией правописания и введением единых норм для эрзянской письменности.
В 1891 году Юртов принял сан священника и более не занимался преподавательской деятельностью. Служил в одном из приходов Уфимской губернии.
Скончался 20 апреля 1916 года в селе Андреевка Уфимского уезда Уфимской губернии (ныне Башкортостан).

## Память
- В 1992 году в честь Юртова была названа улица в Саранске.
- В Республике Башкортостан, в деревне Ильтеряково Кармаскалинского района открыт музей Юртова при средней школе, установлен памятник на его могиле [3]
- В Ульяновске в микрорайоне Киндяковка 25.07.2021 открыт Сквер имени первого мордовского просветителя Авксентия Юртова[4].

## Сочинения
- Букварь для мордвы-эрзи с присоединением молитв и русской азбуки, Каз., 1884;
- Погребальные обряды и поверья крещеной мордвы Уфимской губ., «Известия по Казанской епархии», 1887, № 8, с. 227—29.

## Видео
Видео Народы Башкортостана. Мордва